# Union Deportiva Moctezuma de Orizaba

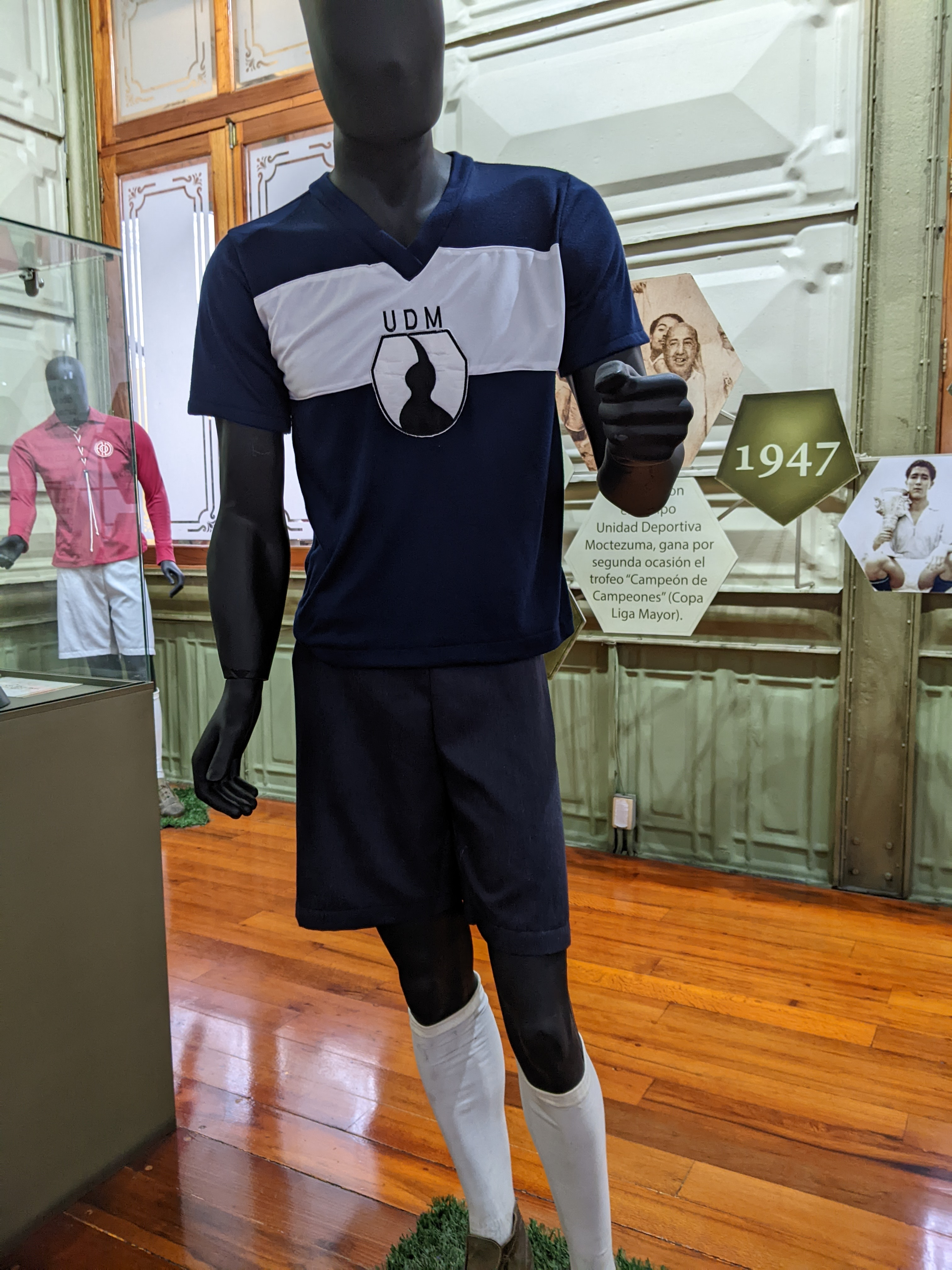
Spielbekleidung der Unión Deportiva Moctezuma, wie sie im Museo de Futbol in Orizaba zu sehen ist.

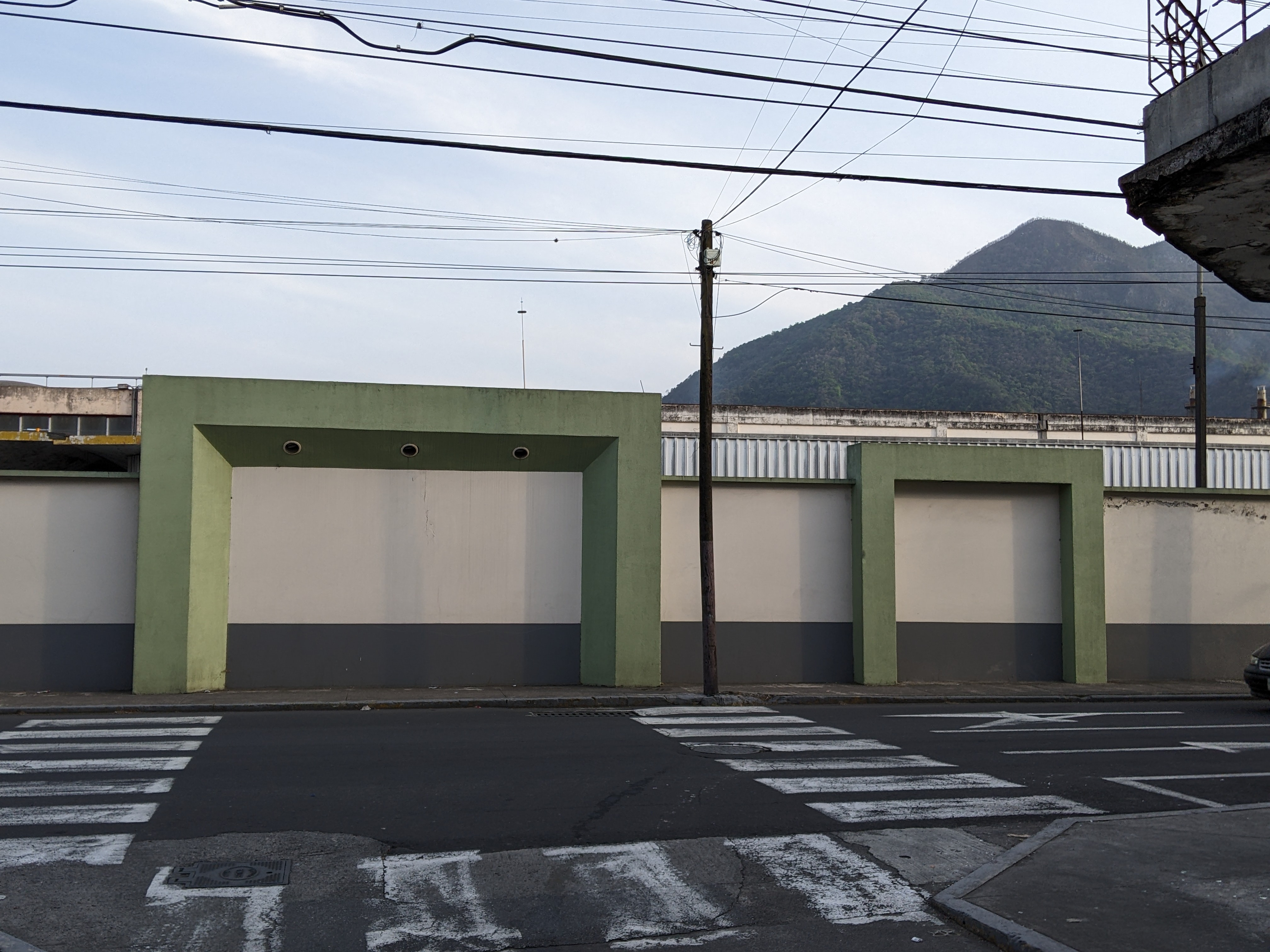
Ehemalige Eingänge zum historischen Campo Moctezuma

Die Union Deportiva Moctezuma de Orizaba – oder einfach Moctezuma – ist ein ehemaliger mexikanischer Fußballverein, der 1932 von Angestellten der Moctezuma-Brauerei in Orizaba im mexikanischen Bundesstaat Veracruz gegründet wurde, weil diese in ihrer Freizeit dem runden Leder nachjagen wollten.
Das Vorhaben wurde vom Management der Brauerei unterstützt, das dem Team ein zum Spielen geeignetes Gelände zur Verfügung stellte und ferner die Genehmigung erteilte, den Namen der Brauerei im Vereinsnamen zu führen.
Die damals unter der Bezeichnung Campo Moctezuma bekannte Heimspielstätte wurde auch von den beiden Stadtrivalen A.D.O. und Atlético Orizaba genutzt. Als die Brauerei Platz für weitere Lagerräume und Verladerampen brauchte, wurde es abgerissen und an anderer Stelle das Estadio Socum errichtet.
Moctezuma de Orizaba wurde erstmals für die Saison 1940/41 zur Teilnahme an der seinerzeit noch offiziell auf Amateurbasis betriebenen Liga Mayor zugelassen und gehörte drei Jahre später zu den zehn Gründungsmitgliedern der mexikanischen Profiliga. Aufgrund von Diskrepanzen mit dem Mexikanischen Fußballverband zog der Verein seine Fußballmannschaft 1950 aus dem bezahlten Fußball zurück. Denselben Weg waren auch der Real Club España und der CF Asturias gegangen. Doch immerhin kehrte Moctezuma noch zweinmal für jeweils drei Jahre in den Profifußball zurück und spielte zunächst von 1951 bis 1954 in der zweiten Liga sowie später von 1973 bis 1976 in der seinerzeit noch drittklassigen Tercera División.

## Erfolge
- Copa México: 1943 und 1947
- Campeón de Campeones: 1947

Die Titel wurden von den folgenden Mannschaften errungen (Namen in alphabetischer Reihenfolge):
- 1942/43: Dolores Araujo, Alfonso „La Ardilla“ Arnáiz, Honorio Arteaga, Mario Ballesteros, Carlos Bretón, Ernesto „Chueco“ Candia, José Antonio Cevasco, Martín Cuburu, Evaristo Murillo (Torwart), Faustino Padilla, Antonio “Gura” Villegas.
- 1946/47: Julio „El Negro“ Ayllón Aparicio, Dolores Araujo, Alfonso „La Ardilla“ Arnáez, Honorio Arteaga, Antonio „Toño“ Azpiri, Carlos „Caco“ Gutiérrez, Antenor Medina, Walter Meneses, Daniel Muñoz, Evaristo Murillo (Torwart), Guillermo „El Negrito“ Del Valle.

Weitere bekannte Spieler: Ricardo Álvarez (Changa), Horacio Herrero, Rafael „Ángel“ Meza, Julio Pisapia.